# 10270 Skoglöv
10270 Skoglöv è un asteroide della fascia principale. Scoperto nel 1980, presenta un'orbita caratterizzata da un semiasse maggiore pari a 2,4482674 au e da un'eccentricità di 0,0854424, inclinata di 5,78581° rispetto all'eclittica.
L'asteroide è dedicato all'astronomo svedese Erik Skoglöv.